# Matters of the Heart
Matters of the Heart è il terzo album di Tracy Chapman, pubblicato nel 1992.

## Tracce
1. Bang Bang Bang – 4:24
2. So – 3:28
3. I Used to Be a Sailor – 3:59
4. The Love That You Had – 4:12
5. Woman's Work – 2:04
6. If These Are the Things – 4:42
7. Short Supply – 4:25
8. Dreaming on a World – 5:05
9. Open Arms – 4:36
10. Matters of the Heart – 6:59